# Zoë Kruger
Zoë Mitzi Kruger (* 31. Juli 2002) ist eine südafrikanische Tennisspielerin.

## Karriere
Kruger spielt überwiegend ITF-Turniere. Sie gewann auf dem ITF Women’s Circuit bislang zwei Einzeltitel.
Ihr erstes Profiturnier spielte sie im November 2016 in Casablanca, wo sie mit zwei Siegen in der Qualifikation bei ihrem ersten Turnier gleich das Hauptfeld erreichte. Sie unterlag dann aber in der ersten Runde des Hauptfelds.
2017 trat sie bei den Australian Open sowohl im Juniorinneneinzel als auch im Juniorinnendoppel an, verlor aber in beiden Wettbewerben jeweils bereits in der ersten Runde. Im Mai erhielt sie eine Wildcard für die Qualifikation zum Nürnberger Versicherungscup, ihrem ersten Turnier der WTA Tour. Sie unterlag dort aber bereits in der ersten Qualifikationsrunde Marie Bouzková mit 2:6 und 3:6. Für das mit 100.000 US-Dollar dotierte Abierto Tampico 2017 erhielt sie eine Wildcard für das Hauptfeld, unterlag dort aber Urszula Radwańska mit 4:6 und 2:6.
2018 erhielt sie eine Wildcard für die Qualifikation der Volvo Car Open, wo sie in der ersten Qualifikationsrunde Ulrikke Eikeri mit 1:6 und 4:6 unterlag. Bei der Qualifikation zu den Ladies Championship Gstaad siegte sie in der ersten Runde über Deniz Khazaniuk mit 7:5 und 6:3, verlor jedoch in der zweiten Runde gegen Kathinka von Deichmann mit 1:6 und 1:6.
Im März 2019 erhielt sie eine Wildcard für die Qualifikation zu den BNP Paribas Open, ihrem ersten Premier-Turnier der WTA Tour. Sie verlor dort in der ersten Qualifikationsrunde klar mit 0:6 und 0:6 gegen Natalja Wichljanzewa. Im Juli erhielt sie eine Wildcard für die Qualifikation zu den Ladies Championship Lausanne, wo sie in der ersten Runde gegen Allie Kiick mit 4:6 und 2:6 verlor. Bei der Qualifikation zu den Baltic Open erhielt sie nochmals eine Wildcard, verlor aber ebenfalls wieder in der ersten Runde gegen Isabella Schinikowa mit 2:6 und 4:6.

## Turniersiege

### Einzel
| Nr. | Datum           | Turnier   | Kategorie | Belag     | Finalgegnerin    | Ergebnis      |
| --- | --------------- | --------- | --------- | --------- | ---------------- | ------------- |
| 1.  | 3. Oktober 2021 | Pretoria  | ITF W25   | Hartplatz | Suzan Lamens     | 3:6, 6:4, 6:4 |
| 1.  | 7. Juli 2024    | Hillcrest | ITF W35   | Hartplatz | Xenija Laskutowa | 6:2, 6:3      |

## Persönliches
Kruger ist die Tochter von Ruben Kruger, der mit der südafrikanischen Mannschaft die Rugby-Union-Weltmeisterschaft 1995 gewann. Ihre Schwester Isabella spielt ebenfalls Tennis.